# Чернышёва, Людмила Георгиевна
Людми́ла Гео́ргиевна Чернышёва (до 1973 — Проко́шина) (1 ноября 1952, Москва) — советская волейболистка, игрок сборной СССР (1973—1982), олимпийская чемпионка 1980, победительница розыгрыша Кубка мира 1973, трёхкратная чемпионка Европы, двукратная чемпионка СССР. Нападающая. Заслуженный мастер спорта СССР (1980).

## Биография
Волейболом Людмила Прокошина начала заниматься в 11-летнем возрасте в ДЮСШ Октябрьского района Москвы у тренера Ю. М. Егорова. В 1969—1983 выступала за команду ЦСКА, в составе которой становилась чемпионкой СССР (в 1974), а также неоднократно призёром союзных первенств, победителем розыгрыша Кубка СССР и дважды победителем розыгрышей Кубка обладателей кубков ЕКВ. Дважды выигрывала медали Спартакиад народов СССР в составе сборной Москвы. Чемпионка Всемирной Универсиады 1973 года.
В национальной сборной СССР в официальных соревнованиях выступала в 1973—1982 годах. В её составе неоднократно становилась победителем и призёром крупнейших международных турниров, в том числе олимпийской чемпионкой 1980, серебряным призёром Олимпиады-76, дважды призёром чемпионатов мира, победителем первого розыгрыша Кубка мира (1973 год), трижды чемпионкой Европы.
Окончила Московский областной государственный институт физической культуры (МОГИФК).
Живёт в Москве. Муж — советский гандболист, олимпийский чемпион 1976, заслуженный мастер спорта СССР Евгений Чернышёв. Сын — Евгений.

## Достижения

### Клубные
- чемпионка СССР 1974;
  - 5-кратный серебряный призёр чемпионатов СССР — 1972, 1973, 1977, 1979, 1982;
  - двукратный бронзовый призёр чемпионатов СССР — 1975, 1980;
- обладатель Кубка СССР 1972;
- двукратный победитель розыгрышей Кубка обладателей кубков ЕКВ — 1973, 1974;

### Со сборными
- Олимпийская чемпионка 1980;
  - серебряный призёр олимпийских игр 1976;
- серебряный призёр чемпионата мира 1974;
  - бронзовый призёр чемпионата мира 1978;
  - участница чемпионата мира 1982;
- победитель розыгрыша Кубка мира 1973 (вошла в символическую сборную турнира);
  - бронзовый призёр Кубка мира 1981;
- 3-кратная чемпионка Европы — 1975, 1977, 1979;
  - серебряный призёр чемпионата Европы 1981;
- чемпионка СССР 1976 в составе сборной СССР[1];
- чемпионка Всемирной Универсиады 1973 в составе студенческой сборной СССР;
- серебряный (1983) и бронзовый (1975) призёр Спартакиад народов СССР в составе сборной Москвы.

## Награды и звания
- Заслуженный мастер спорта СССР (1980);
- Орден «Знак Почёта» (1980);
- Медаль «За трудовую доблесть».

## Источник
- Волейбол: Энциклопедия / Сост. В. Л. Свиридов, О. С. Чехов. — Томск: Компания «Янсон», 2001.